# Devon Witherspoon
Devon Witherspoon (geboren am 11. Dezember 2000 in Pensacola, Florida) ist ein US-amerikanischer American-Football-Spieler auf der Position des Cornerbacks. Er spielte College Football für die Illinois Fighting Illini und wurde im NFL Draft 2023 in der ersten Runde von den Seattle Seahawks ausgewählt.

## Frühe Jahre und College
Witherspoon besuchte die Pine Forest High School in seiner Heimatstadt Pensacola, Florida. Er begann erst in seinem dritten Highschooljahr wieder mit American Football, was er bereits in seiner Kindheit gespielt hatte, zuvor hatte er sich an der Highschool auf Basketball fokussiert. In zwei Jahren gelangen Witherspoon elf Interceptions, zudem überzeugte er mit seinem Tackling, sodass diverse College-Football-Teams Interesse an ihm zeigten. Allerdings reichten seine Noten nicht für das College aus, sodass er nach Hutchinson, Kansas zog, um dort das Hutchinson Community College zu besuchen. Einen Tag nach seinem Umzug dorthin erhielt Witherspoon die Ergebnisse seines SAT, die gut genug für den Besuch einer Universität waren. Er erhielt zahlreiche Stipendienangebote und entschied sich für die University of Illinois at Urbana-Champaign, wo er ab 2019 College Football für die Illinois Fighting Illini spielte.
Witherspoon war der letzte Spieler, den die Fighting Illini 2019 rekrutierten, daher verpasste er einen Teil der Saisonvorbereitung. Er spielte zunächst vor allem in den Special Teams als Gunner. Am sechsten Spieltag durfte er erstmals von Beginn an auf dem Feld stehen und spielte für 13 Snaps in der Defensive gegen die Minnesota Golden Gophers, wobei er gegen die späteren NFL-Spieler Rashod Bateman und Tyler Johnson keinen gefangenen Pass zuließ. Er bestritt in dieser Saison drei von 13 Spielen als Starter und spielte beim Upset der Fighting Illini gegen die Wisconsin Badgers mit einem Tackle kurz vor der Endzone, das einen Touchdown der Badgers verhinderte, eine wichtige Rolle beim 24:23-Sieg von Illinois.
In der aufgrund der COVID-19-Pandemie verkürzten Saison 2020 avancierte Witherspoon zum Stammspieler. In allen sieben Spielen, die er bestritt, war er Starter, ein Spiel verpasste er verletzungsbedingt. Gegen Minnesota gelang ihm in dieser Spielzeit seine erste Interception am College. In der Saison 2021 bestritt Witherspoon alle zehn Spiele von Beginn an. Er erzielte 52 Tackles, davon acht für Raumverlust und einen Sack, mit neun verteidigten Pässen führte er sein Team an.
In seiner vierten und letzten Saison am College machte Witherspoon am zweiten Spieltag mit einem harten, aber sauberen Tackle gegen die Indiana Hoosiers auf sich aufmerksam. Auch ansonsten verlief seine Saison erfolgreich. Witherspoon erzielte 41 Tackles, davon 2,5 für Raumverlust, drei Interceptions und konnte vierzehn weitere Pässe abwehren. Er ließ als nächster Verteidiger lediglich eine Passquote von 33,8 % für 22 Catches und 206 Yards zu. Witherspoon war einer von drei Finalisten bei der Wahl zum Jim Thorpe Award, wurde in das All-Star-Team der Big Ten Conference sowie zum Consensus All-American gewählt und erhielt die Auszeichnung als Tatum–Woodson Defensive Back of the Year, die den besten Defensive Back der Big Ten Conference auszeichnet. Am 17. Dezember 2022 gab Witherspoon seine Anmeldung für den NFL Draft 2023 bekannt.

## NFL
Im NFL Draft 2023 wurde Witherspoon an fünfter Stelle von den Seattle Seahawks ausgewählt. Er verpasste die Saisonvorbereitung sowie das erste Spiel der Saison wegen einer Knöchelverletzung, sein NFL-Debüt gab er in Woche 2 gegen die Detroit Lions. Am 4. Spieltag gelangen Witherspoon gegen die New York Giants sieben Tackles und zwei Sacks sowie ein Interception-Return-Touchdown über 97 Yards gegen Daniel Jones. Für seine Leistung in diesem Spiel wurde er als NFC Defensive Player of the Week ausgezeichnet. Witherspoon verzeichnete als Rookie in 14 Partien insgesamt 16 abgewehrte Pässe – fünftbester Wert der Liga – sowie eine Interception und drei Sacks. Er war Finalist bei der Wahl zum Defensive Rookie of the Year und wurde in den Pro Bowl gewählt.
Nach den Abgängen wichtiger Spieler zur Saison 2024 musste sich Witherspoon wie auch die übrige Defense der Seattle Seahawks unter dem neuen Head Coach Mike Macdonald an ein geändertes Defensivsystem gewöhnen. Das führte dazu, dass seine Produktivität nicht ganz so groß war wie in seiner Premierensaison (keine Interception, nur neun abgewehrte Pässe, ein Sack). Es gelang ihm nicht ganz so oft, Druck auf den gegnerischen Quarterback auszuüben wie in der Vorsaison. Trotz der schwächeren Zahlen wurde seine Leistung für sein Team hoch eingeschätzt und brachte ihm nach Saisonende die zweite Pro-Bowl-Nominierung ein.

### NFL-Statistiken
| Saison                             | Saison | Spiele | Spiele      | Tackles | Tackles | Tackles | Tackles | Interceptions | Interceptions | Interceptions | Interceptions | Interceptions | Fumbles | Fumbles | Fumbles |
| Jahr                               | Team   | Spiele | als Starter | Gesamt  | Solo    | Ast     | Sacks   | PD            | INT           | Yds           | Lng           | TD            | FF      | FR      | TD      |
| ---------------------------------- | ------ | ------ | ----------- | ------- | ------- | ------- | ------- | ------------- | ------------- | ------------- | ------------- | ------------- | ------- | ------- | ------- |
| 2023                               | SEA    | 14     | 13          | 79      | 56      | 23      | 3,0     | 16            | 1             | 97            | 97            | 1             | 1       | 0       | 0       |
| 2024                               | SEA    | 17     | 17          | 98      | 66      | 32      | 1,0     | 9             | 0             | 0             | 0             | 0             | 1       | 0       | 0       |
| Gesamt                             | Gesamt | 31     | 30          | 177     | 122     | 55      | 4,0     | 25            | 1             | 97            | 97            | 1             | 2       | 0       | 0       |
| Quelle: pro-football-reference.com |        |        |             |         |         |         |         |               |               |               |               |               |         |         |         |